# 전국 고등학교 종합 체육대회
전국고등학교종합체육대회'(일본어: 全国高等学校総合体育大会 젠코쿠코토갓코소고타이이쿠타이가이[*])는 일본의 전일제 고교 스포츠 제전의 통칭으로, 전국 고등학교 체육 연맹이 주최하며, 매년 8월을 중심으로 개최되는 스포츠 종합 경기 대회를 의미한다. 통칭은 인터하이(インターハイ 인타하이[*])로, 더 줄여서 인하이(일본어: インハイ) 또는 고교총체(일본어: 高校総体)라고 부르기도 한다.